# Velký septakord
Velký septakord (nebo také přesněji velký durový septakord, nebo také tvrdě velký septakord) je pojem z oboru hudební teorie označující poměrně často používaný typ čtyřzvuku (v evropské hudbě).
Jedná se o akord obsahující kromě svého základního tónu ještě velkou tercii, čistou kvintu a velkou septimu. Z hlediska terciového systému je velký septakord rozšířením durového kvintakordu.

## Značení
Velký septakord je značen velkým písmenem názvu základního tónu, který je doplněn o horní index 7maj (ten se obecně používá ke značení velké septimy):
- {\displaystyle C^{7maj}\,\!} od základního tónu c
- {\displaystyle F^{\#7maj}\,\!} od základního tónu fis
- {\displaystyle E^{b7maj}\,\!} od základního tónu es

Existují také některá alternativní značení, nejčastěji:
- {\displaystyle Cmaj^{7}\,\!}
- {\displaystyle Cmaj\,\!}
- {\displaystyle C^{7+}\,\!}

## Složení
Následující tabulka obsahuje složení velkého septakordu od jednotlivých základních tónů:
| Značka akordu                  | Základní tón | Velká tercie | Čistá kvinta | Velká septima |
| ------------------------------ | ------------ | ------------ | ------------ | ------------- |
| {\displaystyle C^{7maj}\,\!}   | c            | e            | g            | h             |
| {\displaystyle G^{7maj}\,\!}   | g            | h            | d            | fis           |
| {\displaystyle D^{7maj}\,\!}   | d            | fis          | a            | cis           |
| {\displaystyle A^{7maj}\,\!}   | a            | cis          | e            | gis           |
| {\displaystyle E^{7maj}\,\!}   | e            | gis          | h            | dis           |
| {\displaystyle H^{7maj}\,\!}   | h            | dis          | fis          | ais           |
| {\displaystyle F^{\#7maj}\,\!} | fis          | ais          | cis          | eis (=f)      |
| {\displaystyle C^{\#7maj}\,\!} | cis          | eis (=f)     | gis          | his (=c)      |
| {\displaystyle A^{b7maj}\,\!}  | as           | c            | es           | g             |
| {\displaystyle E^{b7maj}\,\!}  | es           | g            | b            | d             |
| {\displaystyle B^{b7maj}\,\!}  | b            | d            | f            | a             |
| {\displaystyle F^{7maj}\,\!}   | f            | a            | c            | e             |

## Význam
Velký septakord lze použít v durových skladbách ve funkci tóniky nebo subdominanty, protože obsahuje velkou tercii a velkou septimu - intervaly charakteristické pro jónský modus a lydický modus. Protože obsahuje velice výrazný půltónový interval mezi velkou septimou a základním tónem přeloženým o oktávu výš, nevyskytuje se téměř vůbec v lidové evropské hudbě. O to častější je jeho použití v jazzu.